# El talismán prodigioso
El talismán prodigioso es una zarzuela en un acto, dividido en cinco cuadros, en verso, con música de Amadeo Vives y libreto de Sinesio Delgado. Se estrenó en el Teatro Apolo de Madrid, el 6 de noviembre de 1908. En Barcelona se estrenó el 28 de noviembre del mismo año, en el Teatre Granvia.